# Експериментальний суцільнометалевий літак
Експериментальний суцільнометалевий літак (яп. 全金属製飛行機研究材料, Зен кінзокусуй Хіко: кі Кенкю: зайрьо) — експериментальний японський суцільнометалевий палубний розвідник який виготовлявся компанією Kawasaki для Імперського флоту Японії ініційований і профінансований японською патріотичною організацією «Кайбо Ґікай». Також отримав назви «Спеціальний палубний розвідник Наґахата» (яп. 長畑式特殊艦上偵察機, Наґахата-шікі Токушю Канджьо: Тейсацу Кі) за іменем головного конструктора та «Тестовий палубний розвідник Кавасакі» (яп. 川崎試作艦上偵察機, Кавасакі Шісаку Канджьо: Тейсацу Кі).

## Історія
В березні 1927 року Імперський флот Японії погодився підтримати ще одну програму організації «Кайбо Ґікай» (яп. 海防義会, «Волонтерська організація берегової охорони») зі створення суцільнометалевого палубного літака. Для дизайну і виробництва було вирішено звернутись до компанії Kawasaki.
Новий літак мав бути одномоторним суцільнометалевим розвідником з тканинною обшивкою. Відмінними особливостями дизайну стало балкове крило-парасоль з великими закрилками і помітною стрілоподібністю. В 1927 році це був перший дизайн палубного моноплана з балковим крилом. Особливістю фюзеляжу став майже трикутний переріз.
Робота над дизайном під керівництвом Джунічіро Наґахати і Хіроші Сато почалась в березні 1927 року і до червня 1928 року креслення були завершені. Літак будувався одночасно з іншим проєктом «Кайбо Ґікай» — летючим човном «Ґіюу 3» на фабриці в Кобе. Виробництво прототипу було завершене в вересні 1928 року, а в березні 1929 року його передали флоту для випробувань в Касуміґаурі.
Під час тестувань проявились проблеми з закрилками, і тестування були призупинені. Щілинні закрилки були одним з найважливіших нововведень літака, тому наявність проблем справила погане враження і літак навіть не було відправлено на доопрацювання. Це був останній проєкт Kawasaki для флоту, після нього компанія зосередилась тільки на виробництві літаків для армії.

## Тактико-технічні характеристики
Дані з Japanese Aircraft 1910—1941

### Технічні характеристики
- Екіпаж: 2 особи
- Довжина: 10,65 м
- Висота: 3,18 м
- Розмах крил: 16,6 м
- Площа крил: 43,7 м²
- Маса пустого: 1200 кг
- Маса спорядженого: 1800 кг
- Навантаження на крило: 41,2 кг/м²
- Двигун: 12-циліндровий V-подібний Mitsubishi-Hispano-Suiza водяного охолодження
- Потужність: 450—600 к. с.
- Гвинт: дволопатевий дерев'яний гвинт
- Питома потужність: 4 кг/к.с.

### Льотні характеристики
- Максимальна швидкість: 264 км/год на рівні моря
- Мінімальна швидкість польоту: 70 км/год
- Час польоту: 3 год.
- Практична висота: 10 000 м